# Trugut
Trugut (en árabe: تروكوت‎, en rifeño: ⵜⵔⵓⴳⵓⵜ, en francés: Trougout) es una comuna rural marroquí de la provincia de Driuch, en la región Oriental. Desde 1912 hasta 1956 perteneció a la zona norte del Protectorado español de Marruecos.